# DSC 인베스트먼트
DSC 인베스트먼트(영어: DSC Investment Inc.)는 2012년 1월 18일 설립된 중소·벤처기업에 대한 투자금융을 제공하는 벤처캐피탈 회사이다. 2016년 12월 19일에 코스닥시장에 상장되었다.
투자조합 등의 결성을 통해 업무집행조합원으로서 운영 및 관리를 담당하고 있으며, 조합자금의 투자집행을 통해 중소·벤처기업 투자를 주력으로 하고 있다.

2020년 12월말 동사가 운영중인 투자조합은 총 12개로 운영자산(AUM) 기준 6,112억원을 기록하고 있다. 주요 출자사는 한국모태펀드, 성장사다리펀드, 한국산업은행 등이 있다.

## 개요

### 회사의 현황
당사는 벤처캐피탈인 중소기업 창업투자회사로 투자조합 등의 결성을 통해 업무집행조합원으로서 운영 및 관리를 담당하고 있으며 조합자금의 투자집행을 통해 중소·벤처기업 투자를 주력으로 하고 있다.
2020년 12월 말 당사가 업무집행조합원으로서 운영 및 관리중인 조합은 총 12개로 운영자산(AUM)기준 6,112억원을 기록하고 있다. 투자조합 12개사는 「중소기업창업지원법」과 「벤처기업 육성에 관한 특별조치법 」의거하여 설립한 중소기업창업 투자조합 및 한국벤처투자조합이다. 조합의 구체적인 현황은 다음의 표와 같다.
| 구분                           | 설립일     | 존속기간   | 결성금액  | 주요출자자                |
| ------------------------------ | ---------- | ---------- | --------- | ------------------------- |
| DSC드림제3호청년창업투자조합   | 2013.08.23 | 2021.08.22 | 200억원   | 한국모태펀드              |
| DSC드림제4호성장사다리조합     | 2014.01.22 | 2024.01.21 | 350억원   | 성장사다리펀드            |
| KT-DSC창조경제청년창업투자조합 | 2015.05.27 | 2023.05.26 | 350억원   | 한국모태펀드              |
| 글로벌ICT융합펀드              | 2015.07.20 | 2023.07.19 | 250억원   | 한국모태펀드              |
| 경기-DSC슈퍼맨투자조합1호      | 2015.08.03 | 2023.08.02 | 200억원   | 경기중소기업 종합지원센터 |
| DSC Follow-on 성장사다리펀드   | 2016.12.28 | 2024.12.27 | 420억원   | 성장사다리펀드            |
| DSC 유망서비스산업펀드         | 2016.12.28 | 2024.12.27 | 580억원   | 한국산업은행              |
| DSC드림X청년창업펀드           | 2017.12.29 | 2025.12.28 | 500억원   | 한국모태펀드              |
| DSC초기기업성장지원펀드        | 2018.12.26 | 2028.12.25 | 1,200억원 | 성장사다리펀드            |
| DSC Tech 밸류업 펀드 1호       | 2019.10.29 | 2024.10.28 | 150억원   | 신탁                      |
| DSC Tech 밸류업 펀드 2호       | 2020.09.17 | 2025.09.16 | 212억원   | 신탁                      |
| DSC초기기업스케일업펀드        | 2020.12.02 | 2030.12.01 | 1,700억원 | 성장사다리펀드            |

2020년 9월말 동사가 운영했던 투자조합은 총 11개로 운영자산(AUM) 기준 4,412억원을 기록했다. DSC세컨더리벤처펀드제1호는 2020년 9월에 청산하였고, 12월 말에 추가된 보고서에는 DSC초기기업스케일업펀드가 추가되었다.

#### 조합현황 세부내용
투자조합의 주목적 투자대상은 정책자금의 출자분야에 따라 상이한데, 현재 운영중인 투자조합의 주투자대상은 초기기업을 중심으로 하고 있다. 2020년 12월에 1,700억원 규모로  DSC초기기업스케일업펀드를 결성하였고, 전체 조합중 5개의 조합( DSC드림제3호청년창업성장사다리조합, KT-DSC창조경제청년 창업투자조합, 경기-DSC슈퍼맨투자조합1호, DSC드림X청년창업펀드)이 창업 초기기업 투자를 주목적으로 하고 있으며, 성장성이 높은 스타트업의 초기 한계극복을 위한 후속투자 (DSC Follow-on 성장사다리펀드, DSC초기기업성장지원펀드, DSC초기기업스케일업펀드)를 운용하며 초기기업의 투자 지원에 집중하고 있다. 그 밖에도 해외진출기업을 지원하기 위한 목적의 조합(글로벌ICT융합펀드)과 보건,의료 등 유망서비스를 영위하는 중소기업에 투자(DSC유망서비스산업펀드)하는 조합을 결성, 운영하고 있다.

### 시장 경쟁력 & 비전
조합재원 기준으로 상위 20개 창투사의 현황을 비교함.(2020년 12월 말일 기준)
| 구분 | 창업투자회사             | 조합재원(단위: 억원) |
| ---- | ------------------------ | -------------------- |
| 1    | 한국투자파트너스         | 20,484               |
| 2    | 케이비인베스트먼트       | 12,783               |
| 3    | 에이티넘인베스트먼트     | 11,199               |
| 4    | LB인베스트먼트           | 10,562               |
| 5    | 소프트뱅크벤처스         | 9,397                |
| 6    | KTB네트워크              | 8,435                |
| 7    | 에스비아이인베스트먼트   | 8,237                |
| 8    | 인터베스트               | 7,971                |
| 9    | 아이엠엠인베스트먼트     | 7,703                |
| 10   | 스마일게이트인베스트먼트 | 6,668                |
| 11   | 디에스씨인베스트먼트     | 6,112                |
| 12   | 에스브이인베스트먼트     | 5,813                |
| 13   | 프리미어파트너스         | 5,551                |
| 14   | 스톤브릿지벤처스         | 5,240                |
| 15   | 스틱벤처스               | 5,163                |
| 16   | 미래에셋벤처투자         | 5,004                |
| 17   | 티에스인베스트먼트       | 4,808                |
| 18   | 컴퍼니케이파트너스       | 4,710                |
| 19   | 유니온투자파트너스       | 4,413                |
| 20   | 에이치비인베스트먼트     | 4,274                |

"당사는 회사의 설립부터 창업초기기업의 투자에 집중하고 있으며, 창업초기기업의 투자를 통해 벤처생태계 내 유망기업의 자금지원이라는 역할과 이를 통해 기업이 성장할 수 있도록 지원하고 있습니다. 이를 통해 당사가 운용하는 투자조합은 유망한 초기기업의 선제적 투자를 통해 수익률 향상 등을 꾀할 수 있다는 장점이 있으며, 당사는 조합설립 이후 빠른 투자자금 집행을 통해 벤처기업에 대한 자금 지원이라는 역할과 함께 신규조합 결성으로 조합운영에 따른 관리보수 수익과 투자수익 배분에 따른 추가 이익을 창출할 수 있는 강점을 가지고 있습니다."

- 사업보고서 내용 中-
"기존 산업의 성장이 정체되고 한국 경제의 돌파구가 절실히 필요한 이 시대에 혁신적인 아이디어와 꿈이 있는 창업가를 발굴하여 그들의 꿈이 실현되도록 도와줄 벤처캐피탈을 만들고 싶었습니다. 벤처케피탈 심사역에게는 단기적인 성과뿐만 아니라 장기적인 관점에서 산업을 바라보고 필요한 핵심 기술이 무엇인지를 끊임없이 연구하고 노력하는 자세도 매우 중요합니다. 그래서 쉼과 여유를 가지고 새로운 아이디어를 고민하여 좀 더 장기적인 관점에서 투자할 수 있는 문화를 만들고 싶었습니다. 벤처케피탈은 투자활동을 통해 세상을 변화시키는 촉매 역할을 하는 회사라고 생각합니다. 이런 꿈을 실천하는 투자회사를 만들고자 꿈(DREAM), 쉼(SHELTER), 나눔(CHARITY)의 머리글자에 의미를 담아 DSC 인베스트먼트를 창업하였습니다."

- 회사건립 철학 中-
사업보고서와 기업철학에서 엿볼 수 있듯 창업초기기업(스타트업)에 대한 투자금융을 주로 제공한다. 투자조합 등을 결성하여 업무집행조합원으로서 운영 및 관리를 담당하고 있으며, 조합자금의 투자집행을 통해 중소·벤처기업에 투자를 지속적으로 확대하고 있다. 2020년 9월 기준 4,412억을 기록하던 시장조합재원은 3개월 동안 1,700억원 상승한 6,112억원을 기록했다. 이에 기존의 상위 20개의 창투사들 중 투자조합재원 순위 하위권을 차지하다가 중위권으로 올라서게 되었다.

## 연혁

### 설립 이후 변동사항[6]
| 구분    | 내용 |
| ------- | --- |
| 2012.01 | 디에스씨인베스트먼트㈜ 설립 (자본금 6,000백만원, 대표이사 윤건수) 본점 소재지 : 서울시 강남구 테헤란로27길 16, 6층(역삼동, 비엠와이역삼타워) |
| 2012.02 | 중소기업창업투자회사 등록 (중소기업청) |
| 2013.02 | 2013 한국벤처캐피탈 대상 'Best Innovative House' 수상 (한국벤처캐피탈협회)                                                                   |
| 2013.03 | 중소벤처기업 M&A중개기관 선정 (중소기업진흥공단)                                                                                             |
| 2013.03 | 2013년 실전창업리그 운영기관 선정 (중소기업청 창업진흥원)                                                                                    |
| 2013.12 | 대한민국 벤처/창업박람회 벤처지원 부문 대통령 표창 (중소기업청)                                                                              |
| 2014.04 | 본점 소재지 변경 (서울시 강남구 역삼로 180, 4층(역삼동, 마루180))                                                                            |
| 2014.10 | 자본금 증자 (유상증자, 증자 후 자본금 6,500백만원)                                                                                           |
| 2014.12 | 2014년도 창투사 평가 결과 보고서 A등급 (중소기업청)                                                                                          |
| 2015.02 | 2015 한국벤처캐피탈 대상 'Best Venture Capital House, 청년위원장상' 수상 (한국벤처캐피탈협회)                                                |
| 2015.12 | 2015년도 창투사 평가 결과 보고서 A등급 (중소기업청)                                                                                          |
| 2016.02 | 2016 한국벤처캐피탈 대상 'Best Execution House, 창업초기부문' 수상 (한국벤처캐피탈협회)                                                      |
| 2016.03 | 액면분할(5,000원→500원), 주식수 13,000,000주                                                                                                 |
| 2016.12 | DSC 인베스트먼트 코스닥 시장 상장 (2016.12.19)                                                                                               |
| 2016.12 | 2016년도 창투사 평가 결과 보고서 A등급 (중소기업청)                                                                                          |
| 2017.04 | 자회사 주식회사 슈미트 설립 |
| 2017.12 | 2017년도 창투사 평가 결과 보고서 A+등급 (중소기업청)                                                                                         |
| 2018.02 | 본점 소재지 변경 (서울시 성동구 뚝섬로1길 10, 3층(성수동1가))                                                                                |

| 일자       | 변경 전                                                      | 변경 후                                         |
| ---------- | ------------------------------------------------------------ | ----------------------------------------------- |
| 2014.04.24 | 서울시 강남구 테헤란로27길 16, 6층(역삼동, 비엠와이역삼타워) | 서울시 강남구 역삼로 180, 4층 (역삼동, 마루180) |
| 2018.02.19 | 서울시 강남구 역삼로 180, 4층 (역삼동, 마루180)              | 서울시 성동구 뚝섬로1길 10, 3층 (성수동1가)     |

#### 지배구조 (조직도)

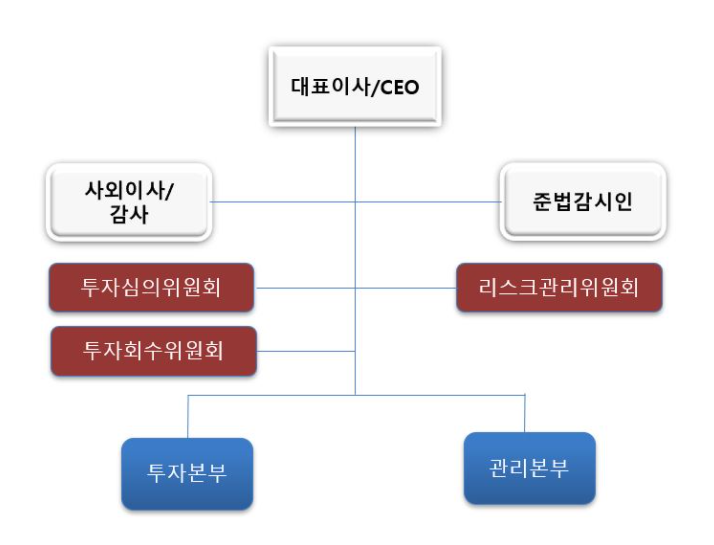
(주)DSC인베스트먼트의 지배구조를 도식화한 그림 (2020년 12월 31일 기준)

### 지배구조 및 주주현황

#### 경영진의 주요변동[8]
| 변동일     | 변동내역                                                                            | 변동내역                        |
| ---------- | ----------------------------------------------------------------------------------- | ------------------------------- |
| 변동일     | 취임                                                                                | 사임                            |
| 2015.03.31 | 대표이사 윤건수(중임) 사내이사 하태훈(중임) 사외이사 김동식(중임) 감사 김종배(중임) | -                               |
| 2015.11.02 | 감사 이지훈(신임)                                                                   | 감사 김종배                     |
| 2016.03.30 | 사외이사 김영철(신임)                                                               | -                               |
| 2016.07.29 | 기타비상무이사 김동식(신임) 사외이사 한무근(신임)                                   | 사외이사 김동식 사외이사 김영철 |
| 2018.03.23 | 감사 이지훈(중임)                                                                   | -                               |
| 2018.03.31 | 대표이사 윤건수(중임) 사내이사 하태훈(중임)                                         | -                               |
| 2019.01.31 | -                                                                                   | 사내이사 하태훈                 |
| 2019.03.27 | 사내이사 박정운(신임)                                                               | -                               |
| 2019.07.29 | 기타비상무이사 김동식(중임) 사외이사 한무근(중임)                                   | -                               |
| 2020.03.27 | 사외이사 채주락(신임)                                                               | 사외이사 한무근                 |

#### 최대주주 및 특수관계인의 주식소유 현황
| 성명   | 관계     | 주식의 종류 | 주식의 종류 | 주식의 종류 | 비고 |
| ------ | -------- | ----------- | ----------- | ----------- | ---- |
| 성명   | 관계     | 주식의 종류 | 주식수      | 지분율      | 비고 |
| 윤건수 | 대표이사 | 보통주      | 3,930,000   | 21.20       | -    |
| 박정운 | 임원     | 보통주      | 600,000     | 3.24        | -    |
| 이현옥 | 배우자   | 보통주      | 400,000     | 2.16        | -    |
| 채주락 | 사외이사 | 보통주      | 51,189      | 0.28        | -    |
| 계     | 계       | 보통주      | 4,981,189   | 26.87       | -    |

*대표이사(최대주주)의 주요 경력
| 성명   | 직위                 | 주요경력 |
| ------ | -------------------- | --- |
| 윤건수 | 대표이사 (상근/등기) | - 86.02 경북대학교 전자공학 학사 - 89.02 경북대학교 전자공학 석사 - 97.06 MIT Sloan School 기술경영 석사 - 88.12~99.03 LG전자기술원 - 99.04~99.07 LG텔레콤 - 99.07~06.10 한국기술투자 - 06.10~07.05 소예 대표이사 - 07.05~11.12 LB인베스트먼트 - 12.01~현재 디에스씨인베스트먼트㈜ 대표이사 |

### 임원진의 보수
2021년 12월 말일 기준, 이사 4명에게 배정된 주주총회 승인금액(최대한도 금액)은 100억원, 감사인원 1명에게 승인된 금액은 1억원 정도이다. 이에 실질적으로 이사,감사 5명에게 지급된 보수총액은 9억 9천 5백만원. 대표이사(윤건수) 개인에게 책정된 보수지급금액은 7억 2천만원 가량으로 이는 투자경력과 성과에 따른 급여(3억 4천만원) + 회사 성과보상 지급규정에 따라 책정된 상여금(3억 2천만원) + 퇴직소득(6천만원)을 종합한 금액이다. 회사 내 김요한 전무는 기본 급여(1억 5천만원) + 상여금(17억 3천 6백만원) + 퇴직소득(3천 3백만원) 총액 19억 1천 9백만원으로 회사내 가장 많은 임금을 받았다.

## 재무안정성 + 사업전망성

### 요약재무정보
| 주요재무정보     | 최근연간실적 | 최근연간실적 | 최근연간실적 | 최근 분기 실적 | 최근 분기 실적 | 최근 분기 실적 | 최근 분기 실적 | 최근 분기 실적 |
| ---------------- | ------------ | ------------ | ------------ | -------------- | -------------- | -------------- | -------------- | -------------- |
| 주요재무정보     | 2018.12      | 2019.12      | 2020.12      | 2019.12        | 2020.03        | 2020.06        | 2020.09        | 2020.12        |
| 매출액(억원)     | 153          | 187          | 387          | 83             | 26             | 94             | 98             | 203            |
| 영업이익(억원)   | 64           | 93           | 289          | 59             | -21            | 72             | 57             | 182            |
| 당기순이익(억원) | 51           | 82           | 240          | 56             | -21            | 62             | 44             | 156            |
| 부채비율(%)      | 60.66        | 46.86        | 32.54        | 46.86          | 39.02          | 35.74          | 47.64          | 32.54          |
| 유보율(%)        | 244.29       | 291.82       | 559.24       | 291.82         | 272.90         | 335.07         | 382.95         | 559.24         |

이외에 해당기업과 그 종속기업(주식회사 슈미트)에 관해 더 자세한 재무정보(재무상태표, 포괄손익계산서, 자본변동표, 현금흐름표)를 알고 싶다면, 다트기업공시에서 발표한 DSC 인베스트먼트의 가장 최근 사업보고서( III. 재무에 관한 사항-2. 연결재무제표)를 확인하면 된다.

### 자본금 변동사항
| 주식발행 (감소)일자 | 발행(감소) 형태     | 발행(감소)한 주식의 내용 | 발행(감소)한 주식의 내용 | 발행(감소)한 주식의 내용 | 발행(감소)한 주식의 내용 | 발행(감소)한 주식의 내용 |
| ------------------- | ------------------- | ------------------------ | ------------------------ | ------------------------ | ------------------------ | ------------------------ |
| 주식발행 (감소)일자 | 발행(감소) 형태     | 주식의 종류              | 수량                     | 주당 액면가액            | 주당발행(감소) 가액      | 비고                     |
| 2012년 1월 18일     | -                   | 보통주                   | 1,200,000                | 5,000                    | 5,000                    | 회사설립                 |
| 2014년 10월 31일    | 유상증자(제3자배정) | 보통주                   | 100,000                  | 5,000                    | 5,000                    | -                        |
| 2016년 3월 30일     | 주식분할            | 보통주                   | 11,700,000               | 500                      | -                        | 액면분할                 |
| 2016년 12월 14일    | 유상증자(일반공모)  | 보통주                   | 4,500,000                | 500                      | 1,700                    | -                        |
| 2019년 4월 5일      | 주식매수선택권행사  | 보통주                   | 100,000                  | 500                      | 1,000                    | -                        |
| 2019년 4월 17일     | 전환권행사          | 보통주                   | 116,495                  | 500                      | 4,292                    | -                        |
| 2019년 4월 19일     | 전환권행사          | 보통주                   | 232,991                  | 500                      | 4,292                    | -                        |
| 2019년 4월 23일     | 전환권행사          | 보통주                   | 69,897                   | 500                      | 4,292                    | -                        |
| 2019년 8월 9일      | 주식매수선택권행사  | 보통주                   | 100,000                  | 500                      | 1,000                    | -                        |
| 2020년 3월 10일     | 주식매수선택권행사  | 보통주                   | 100,000                  | 500                      | 1,000                    | -                        |
| 2020년 12월 4일     | 전환권행사          | 보통주                   | 63,889                   | 500                      | 3,913                    | -                        |
| 2020년 12월 8일     | 전환권행사          | 보통주                   | 255,557                  | 500                      | 3,913                    | -                        |

미상환 전환사채 발행현황은 2017년 12월 11일 발행일 기준 89,445주로 그 전환가액은 3,913원이다.

### 사업전망성

#### 경영성과
2020년 당사의 별도기준 경영성과를 살펴보면, 영업수익은 379억원이며 이 중 주요 수익은 투자조합의 관리보수, 성과보수 및 지분법이익으로 약 315억원이다. 당기순이익은 241억원으로 6년 연속 흑자를 달성하였다.

#### 재무상태
2020년 당사의 총자산은 약 773억원으로 전년대비 54.8% 증가하였다. 이 중 현금 및 현금성 자산은 감소되었는데 주요한 요인은 신규 결성 펀드의 출자금 납입으로 2020년 1년간 총 55억원이 납입되었다. 총부채는 약179억원으로 전년대비 20.2% 증가하였다. 당기말 자기자본총액은 593억원이다.

#### 언론&매체
안정적 펀드운용능력이 견조한 성장세의 핵심
정부 모험자본 확대와 규제완화로 우호적인 영업환경
2018년 AUM 4,400억원, 영업수익 94억원 (+38% YoY) 전망

-키움증권, 'DSC 인베스트먼트(241520)I 안정적 관리보수와 성과보수는 덤'-
금융기관에서 대체투자 상품 확충의 일환으로 신기술금융사 라 이선스를 취득해 pre-IPO 기업 투자상품을 취급하기 시작했다. DSC 인베스트먼트에 유리한 회수 시장이 조성되고 있는 셈이다. 따라서 성과 보수 인식은 점차 가시화될 전망이다.

-한국투자증권, 'DSC 인베스트먼트(241520)독립계 벤처캐피탈의 대표선수'-